# Gymnopsyra bupalpa
Gymnopsyra bupalpa là một loài bọ cánh cứng trong họ Cerambycidae.